# ذات الشعر الذهبي
«الشعر الذهبي» ((بالروسية: Золотой волос)‏, تر. Zolotoj volos زولوتي فولوس ، وهج. «الشعر ذهبي»)و هي حكاية شعبية بشكيرية جمعها بافيل بازوف وأعاد صياغتها. ونُشرت لأول مرة في عام 1939 في قصص الأطفال، روزنامة زولوتي زيورنا الصادرة عن دار نشر سفيردلوفسك. وتم إصداره لاحقًا كجزء من مجموعة نعش الملكيت. وترجمه آلان موراي ويليامز من الروسية إلى الإنجليزية عام 1944.وتحكي القصة عن ابنة بولوز الثعبان العظيم.

## النشر
نُشرت هذه السكاز لأول مرة مع «قائمة القصص داخل نعش الملكيتl» في زولوتي زيورنا (وبالروسية: Золотые зёрна)‏ ، وهج. «الحبوب الذهبية») روزنامة الأطفال عام 1939. وتم إصداره لاحقًا كجزء من مجموعة نعش الملكيت في 28 يناير 1939. وهذه واحدة من القصص القليلة التي تستند إلى فولكلور بشكير (ومثال آخر هو «القفاطين الديميدوف» ). وكان بازوف مهتمًا جدًا بحكايات بشكير، وكان لديه بعض المواد الأخرى من هذا النوع، لكنه قرر عدم نشرها. وكتب: «لدي، على سبيل المثال، بعض الفولكلور البشكيري في بالحفظ والصون، ولكنني لا أستخدمها لأنني أشعر بأنني غير جدير في فهم تفاصيل حياتهم اليومية». ولم يحب المؤلف اختراع التفاصيل والكتابة عن مواضيع غير مألوفة.
وفي عام 1944 ترجم آلان موراي ويليامز القصة من الروسية إلى الإنجليزية ونشرها هاتشينسون كجزء من نعش الملكيت: حكايات من مجموعة الأورال.  ونُشرت القصة في مجموعة حكايات سحرية روسية من بوشكين إلى بلاتونوف ، التي نشرتها دار بنجوين للنشر في عام 2012.وتمت ترجمته بواسطة آنا غونين.

## الحبكة
في أثناء صيده في السهوب، يلتقي صياد بشكيري جريء «أليب» بفتاة «ذات جمال غير مسبوق» تجلس بجانب النهر. فشعرها الطويل المظفر الذهبي مشرق لدرجة تجعل الماء يتوهج. وتتسائل عما إذا كان ايلب سيأخذ يدها للزواج. يوافق ايلب بسعادة. وتشرح مربية الفتاة العجوز أن اسم الفتاة هو ذات (الشعر الذهبي)، وهي ابنة بولوز الثعبان العظيم، الذي يتحكم في الذهب. وشعر الفتاة من الذهب الخالص وثقيل جدًا لدرجة أنه قيدها في مكانها.ثم يقوم أليب ويجمع الشعر ويبدأ في الابتعاد مع عروسه، لكن بولوز لا يريد أن يترك ابنته تذهب. ويبدأ في شد الشعر من تحت الأرض. فتأخذ ذات الشعر الذهبي المقص وتقطع ضفيرتها بسرعة. ومن ثم تختفي تحت الأرض، تاركة أيليب بضفيرتها فقط. وتقترب منه مربية الفتاة وتقول له إن الفتاة عادت إلى مكانها بجانب النهر، لكن بولوز جعل شعرها أثقل من ذي قبل حتى لا يتمكن أليب من رفعه مجدداً. وتقول لـ أليب: «اذهب إلى المنزل وعش كما كنت تفعل من قبل. وإذا لم تنسَ عروستك ذات الشعر الذهبي في غضون ثلاث سنوات، فسأعود وأخذك إليها». وبعد ثلاث سنوات طويلة عاد ايليب إلى النهر. وقالت له ذات الشعر الذهبي ان ذكرياته عنها كانت تجعل الشعر أخف مع مرور كل يوم. وتقترح عليه محاولة الهرب مرة أخرى، ولكن بولوز قبض عليهم وجعل جديلة الشعر الذهبي أطول وأثقل من ذي قبل.وبعد ذلك قالت المربية لـ أليب:
«عد إلى المنزل وانتظر ثلاث سنوات أخرى. وبعد ثلاث سنوات بالضبط من الآن يجب أن تذهب إليها».
ومن البومة الحكيمة، تعلم أليب أن هناك مكانًا تحت بحيرة إتكل حيث بولوز لا حول له ولا قوة. وبعد ثلاث سنوات، عاد أليب من أجل ذات الشعر الذهبي، وأحضرها إلى بحيرة إتكل وشيدوا معًا منزلًا تحتها.

## الأفكار

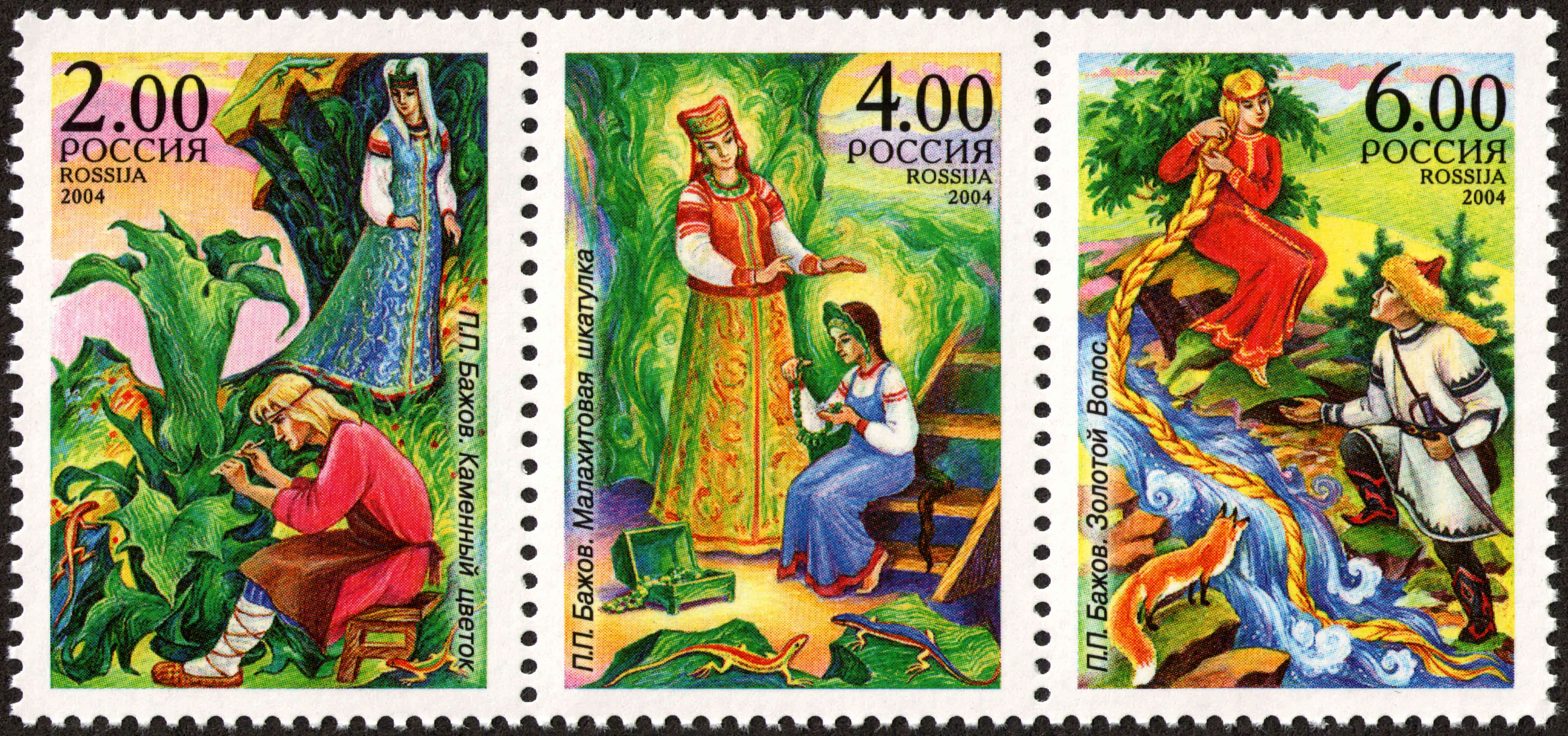
شخصيات من في الطوابع الروسية لعام 2004 (من اليسار إلى اليمين) : دانيلو وعشيقة جبل النحاس (" زهرة الحجر ") والعشيقة و تانيوشكا(" نعش الملكيت(خرافة) ") أليب والشعر الذهبي.

وفقًا للحبكة، هرب العاشق بأمان من بولوز. ويحظى موضوع الاتحاد الرمزي بين مخلوق أسطوري وإنسان بشعبية كبيرة في التقاليد الفولكلورية. ومن وجهة نظر البشكير، يضمن هذا النوع من الزواج النجاح في الحياة المهنية، والثروة، والازدهار.
ومع ذلك، يُنظر إلى الفضاء تحت إتكل على أنه نسخة وثنية من «العالم الآخر»، أو عالم الموتى حيث يذهب الناس بعد موتهم الجسدي ويبقون هناك إلى الأبد.  وتعلق ليديا سلوبوزانينوفا بأنه ليس من قبيل الصدفة أن تترك ذات الشعر الذهبي هذا المكان من حين لآخر، وأن الراوي في النهاية يعترف بأنه لم يرهم أبدًا بعد ذلك. وتلخص سلوبوزانينوفا أن ثمن الحب والحرية والثروة هو الموت، والقصة هي اقتباس لـ بازوف للقصة العالمية «الحب الذي هو أقوى من الموت». 

## الاقتباسات
في عام 1947، قدم مسرح الدمى في موسكو مسرحية حكايات من جبال الأورال (بالروسية: Сказы старого Урала)‏, تر. Skazy starogo Urala حكايات الأورال القديمة) بواسطة كلافديا فيليبوفا، استنادًا إلى «بئر سينيوشكا» و «ذات الشعر الذهبي».
وتم إصدار فيلم الرسوم المتحركة عام 1979 ذات الشعر الذهبي كجزء من سلسلة أفلام الرسوم المتحركة التي تم إنتاجها من قبل استديو فيلم سفيردلوفسك   من أوائل السبعينيات إلى أوائل الثمانينيات، وفي الوقت المناسب للاحتفال بالذكرى المئوية لميلاد بافيل بازوف. تضمنت السلسلة الأفلام التالية: بئر سينيوشكا (1973)، عشيقة جبل النحاس (1975)، النعش الملكيت (1976)، زهرة الحجر (1977)، بوداريونكا (استنادًا إلى «الحافر الفضي»، 1978 ) و ذات الشعر الذهبي و مخبأ العشب (1982). وهذا الفيلم عبارة عن فيلم رسوم متحركة بوقف الحركة من إخراج إيغور ريزنيكوف، وسيناريو ألكسندر روزين وموسيقى فلاديسلاف كازينين.